# Szabolcsveresmart
Szabolcsveresmart là một thị trấn thuộc hạt Szabolcs-Szatmár-Bereg, Hungary. Thị trấn này có diện tích 22,95 km², dân số năm 2010 là 1681 người, mật độ 73 người/km².